# Bolboceras westwoodi
Bolboceras westwoodi là một loài bọ cánh cứng trong họ Geotrupidae. Loài này được Haldeman miêu tả khoa học năm 1853.